# Anthus berthelotii

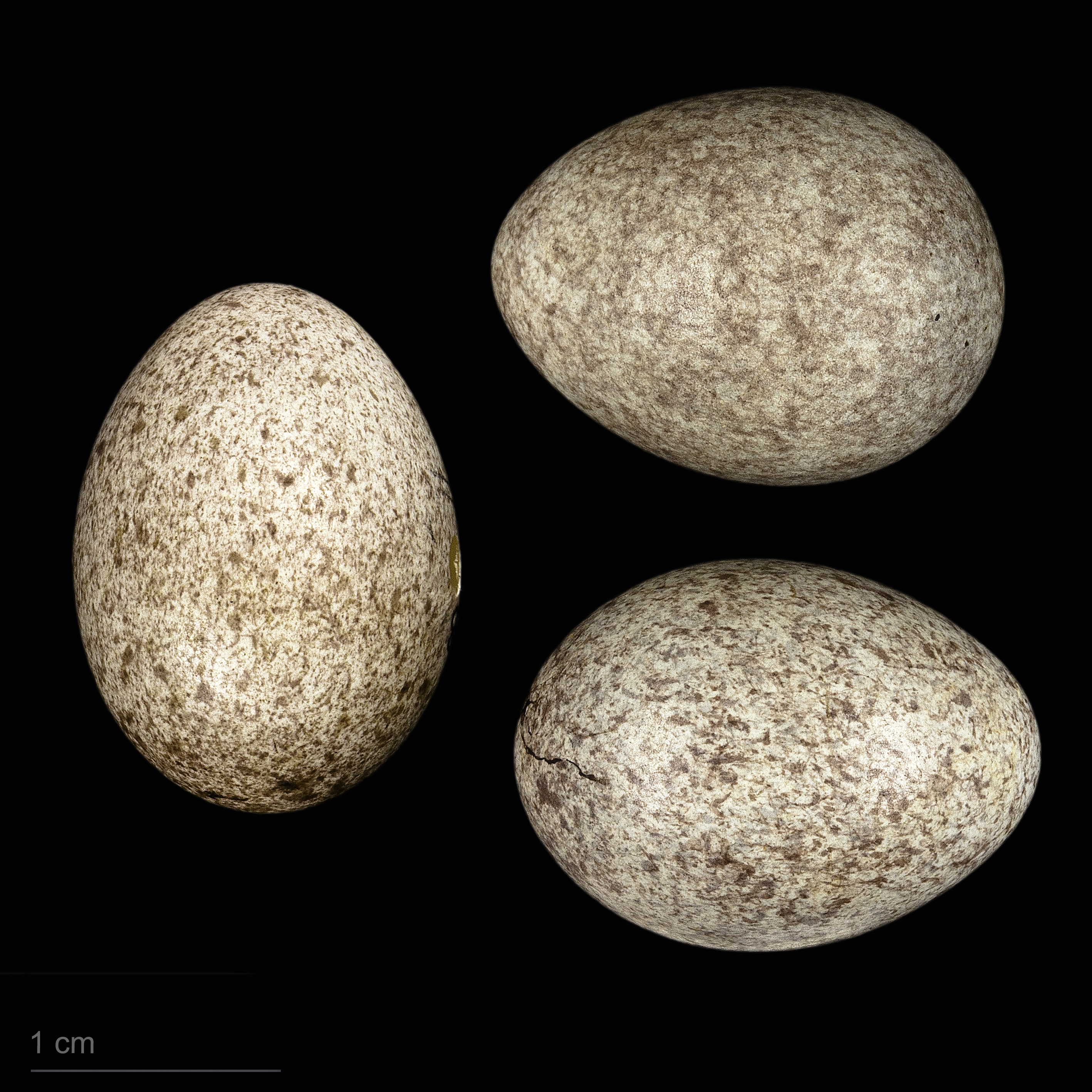
Anthus berthelotii - MHNT

El bisbita caminero o de Berthelot (Anthus berthelotii) es una especie de ave de la familia Motacillidae  de las bisbitas (Anthus). Es endémica de la Macaronesia, solamente habita las islas Canarias, Madeira y las islas Salvajes. Su nombre científico se le dio en honor al naturalista galo Sabino Berthelot, que residió en Tenerife. Su población se estima entre 40 000 y 200 000 ejemplares. Tiene la cabeza pequeña y su pecho es sobresaliente. Es de color negro y blanco y es un poco grueso.

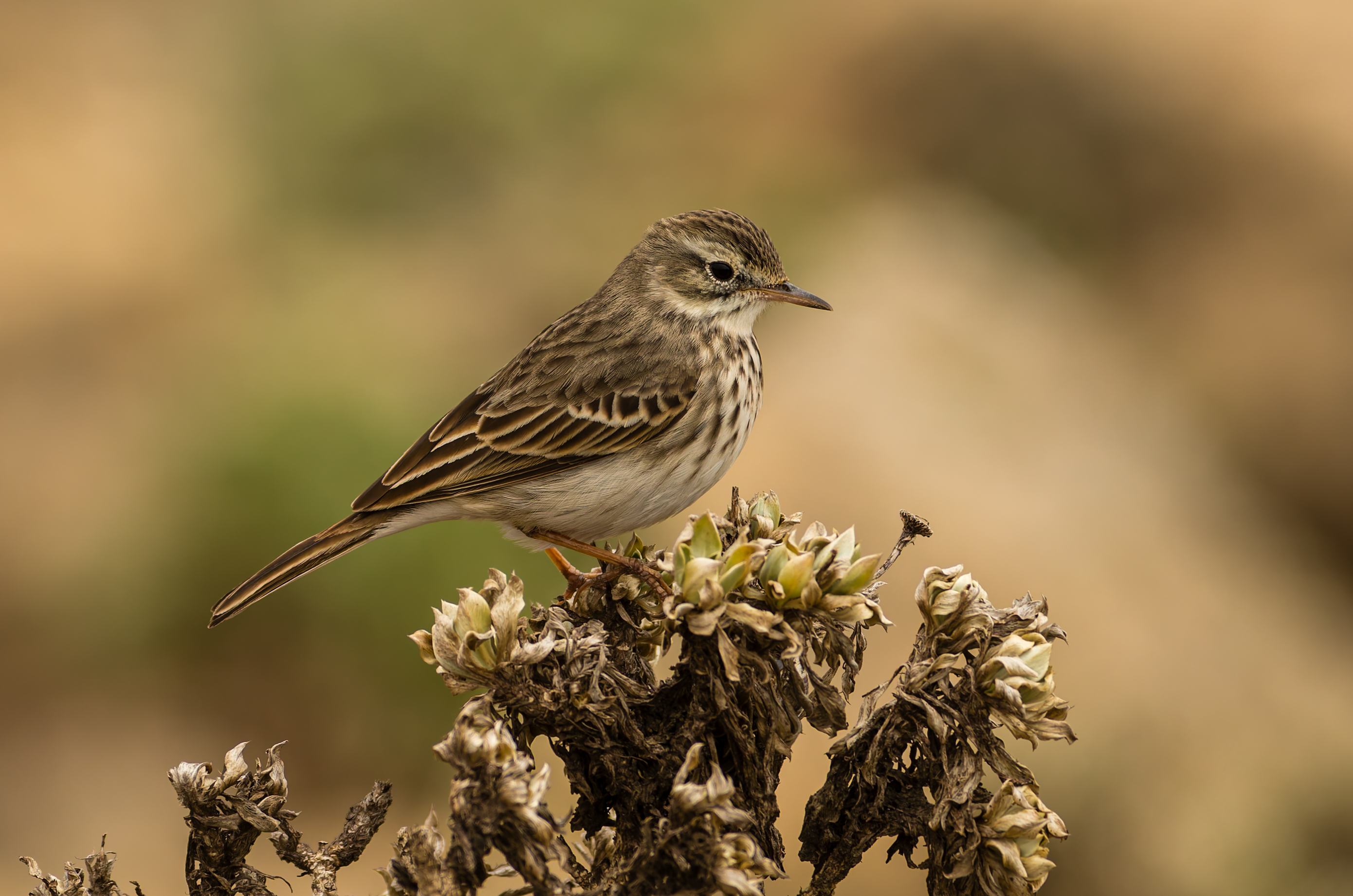